# Форест-Гайтс (Меріленд)
Форест-Гайтс (англ. Forest Heights) — місто (англ. town) в США, в окрузі Графство принца Георга штату Меріленд. Населення — 2658 осіб (2020).

## Географія
Форест-Гайтс розташований за координатами 38°48′38″ пн. ш. 76°59′58″ зх. д. / 38.81056° пн. ш. 76.99944° зх. д. (38.810549, -76.999521).  За даними Бюро перепису населення США в 2010 році місто мало площу 1,25 км², уся площа — суходіл.

## Демографія
Згідно з переписом 2010 року, у місті мешкало 2447 осіб у 868 домогосподарствах у складі 619 родин. Густота населення становила 1958 осіб/км².  Було 927 помешкань (742/км²).
Расовий склад населення:
| - 75,4 % — чорних або афроамериканців - 11,9 % — білих - 3,9 % — азіатів - 0,3 % — корінних американців - 0,1 % — вихідців з тихоокеанських островів - 5,8 % — осіб інших рас |

До двох чи більше рас належало 2,6 %. Частка іспаномовних становила 11,3 % від усіх жителів.
За віковим діапазоном населення розподілялося таким чином: 20,8 % — особи молодші 18 років, 65,8 % — особи у віці 18—64 років, 13,4 % — особи у віці 65 років та старші. Медіана віку мешканця становила 41,1 року. На 100 осіб жіночої статі у місті припадало 91,9 чоловіків;  на 100 жінок у віці від 18 років та старших — 88,4 чоловіків також старших 18 років.
Середній дохід на одне домашнє господарство  становив 71 546 доларів США (медіана — 70 123), а середній дохід на одну сім'ю — 77 347 доларів (медіана — 72 151). Медіана доходів становила 45 536 доларів для чоловіків та 56 000 доларів для жінок. За межею бідності перебувало 9,6 % осіб, у тому числі 7,6 % дітей у віці до 18 років та 9,2 % осіб у віці 65 років та старших.
Цивільне працевлаштоване населення становило 1121 осіб. Основні галузі зайнятості: освіта, охорона здоров'я та соціальна допомога — 20,6 %, публічна адміністрація — 16,1 %, науковці, спеціалісти, менеджери — 14,5 %.